# 保羅·D·東科
保羅·D·東科（Paul D. Tonko；1949年6月18日—）是美國的一位政治人物。自2013年開始，他是紐約州第20選舉區選出的美國眾議院議員。他的黨籍是民主黨。他曾經擔任紐約能源研究和發展機構的CEO。